# Deutsche Feldhandball-Meisterschaft 1939/40
Die Deutsche Feldhandball-Meisterschaft 1939/40 war die 20. deutsche Feldhandball-Meisterschaft der Männer. Bedingt durch den Beginn des Zweiten Weltkrieges am 1. September 1939 ruhte vorerst der Spielbetrieb. Ab Dezember 1939 erfolgte dann wieder die Austragung von Spielen in den einzelnen Bereichsklassen (ehemals Gauligen). Zahlreiche Militärsportvereine, so unter anderem auch der Titelverteidiger und dreimalige Feldhandballmeister MTSA Leipzig, zogen sich kriegsbedingt vom Spielbetrieb zurück. Es existierten nunmehr 19 Bereichsklassen, deren Sieger sich für die Meisterschaftsendrunde qualifizierten. Zum ersten Mal seit 1934 wurde die Handballmeisterschaft komplett im K.-o.-System ausgespielt.
Der Lintforter SpV siegte im am 7. Juli 1940 stattfindenden Finale gegen den Polizei SV Magdeburg mit 9:6 und wurde somit erstmals deutscher Feldhandballmeister.

## Teilnehmer an der Endrunde
| Verein                | Qualifiziert als                                  |
| --------------------- | ------------------------------------------------- |
| VfL Königsberg        | Meister der Bereichsklasse I Ostpreußen           |
| Reichsbahn SG Stettin | Meister der Bereichsklasse II Pommern             |
| Askanischer TV Berlin | Meister der Bereichsklasse III Berlin-Brandenburg |
| LSV Reinecke Brieg    | Meister der Bereichsklasse IV Schlesien           |
| Sportfreunde Leipzig  | Meister der Bereichsklasse V Sachsen              |
| Polizei SV Magdeburg  | Meister der Bereichsklasse VI Mitte               |
| SV Polizei Hamburg    | Meister der Bereichsklasse VII Nordmark           |
| TuRa Gröpelingen      | Meister der Bereichsklasse VIII Niedersachsen     |
| PSV Recklinghausen    | Meister der Bereichsklasse IX Westfalen           |
| Lintforter SpV        | Meister der Bereichsklasse X Niederrhein          |
| TSV Alemannia Aachen  | Meister der Bereichsklasse XI Mittelrhein         |
| TSV Bettenhausen      | Meister der Bereichsklasse XII Hessen             |
| SA-KSG Frankfurt      | Meister der Bereichsklasse XIII Südwest           |
| SV Waldhof Mannheim   | Meister der Bereichsklasse XIV Baden              |
| TSV Süßen 1883        | Meister der Bereichsklasse XV Württemberg         |
| Reichsbahn SG München | Meister der Bereichsklasse XVI Bayern             |
| Wiener AC             | Meister der Bereichsklasse XVII Ostmark           |
| NSTG Aussig           | Meister der Bereichsklasse XVIII Sudetenland      |
| TV Neufahrwasser      | Gesetzt a (Bereichsklasse XIX Danzig-Westpreußen) |

## Ausscheidungsrunde
| Datum        |                         | Ergebnis |                       |
| ------------ | ----------------------- | -------- | --------------------- |
| 2. Juni 1940 | TV Danzig-Neufahrwasser | 8:11     | VfL Königsberg        |
| 2. Juni 1940 | Reichsbahn SG Stettin   | 2:11     | Askanischer TV Berlin |
| 2. Juni 1940 | LSV Reinecke Brieg      | 4:8      | Sportfreunde Leipzig  |

## Vorrunde
| Datum        |                       | Ergebnis    |                      |
| ------------ | --------------------- | ----------- | -------------------- |
| 9. Juni 1940 | Lintforter SpV        | 9:6         | PSV Recklinghausen   |
| 9. Juni 1940 | SA-KSG Frankfurt      | 11:13 n. V. | TSV Alemannia Aachen |
| 9. Juni 1940 | Askanischer TV Berlin | 13:7        | VfL Königsberg       |
| 9. Juni 1940 | Polizei SV Magdeburg  | 25:5        | NSTG Aussig          |
| 9. Juni 1940 | SV Waldhof Mannheim   | 8:1         | TSV Bettenhausen     |
| 9. Juni 1940 | TuRa Gröpelingen      | 9:8         | SV Polizei Hamburg   |
| 9. Juni 1940 | Reichsbahn SV München | 9:6         | TSV Süßen 1883       |
| 9. Juni 1940 | Sportfreunde Leipzig  | 14:9        | Wiener AC            |

## Zwischenrunde
| Datum         |                       | Ergebnis |                      |
| ------------- | --------------------- | -------- | -------------------- |
| 16. Juni 1940 | Lintforter SpV        | 10:4     | TuRa Gröpelingen     |
| 16. Juni 1940 | SV Waldhof Mannheim   | 10:7     | TSV Alemannia Aachen |
| 16. Juni 1940 | Askanischer TV Berlin | 6:7      | Polizei SV Magdeburg |
| 16. Juni 1940 | Reichsbahn SV München | 7:10     | Sportfreunde Leipzig |

## Halbfinale
| Datum         |                      | Ergebnis |                      |
| ------------- | -------------------- | -------- | -------------------- |
| 23. Juni 1940 | Lintforter SpV       | 6:2      | SV Waldhof Mannheim  |
| 23. Juni 1940 | Polizei SV Magdeburg | 8:6      | Sportfreunde Leipzig |

## Finale
| Lintforter SpV       | Lintforter SpV | Polizei SV Magdeburg | Polizei SV Magdeburg |
| Flagge nicht bekannt | 7. Juli 1940 in Halle (Saale) (Horst-Wessel-Kampfbahn) Ergebnis: 9:6 (4:4) Zuschauer: 8.000 Schiedsrichter: Jung (Dresden)                                         | 7. Juli 1940 in Halle (Saale) (Horst-Wessel-Kampfbahn) Ergebnis: 9:6 (4:4) Zuschauer: 8.000 Schiedsrichter: Jung (Dresden) | Flagge nicht bekannt |
| Flagge nicht bekannt | Heinz Körvers – Fritz Seigner, Jakob Brüntgens, Johannes Mumot, Ludwig Wolcziniak, Hennes Meister, Frank Oleniczak, Gerd Brüntgens, Außeneck, Adamek, Hans Grosch, | Säuberlich – Knackmuß, Knopf, Krüger, Masella, Kunze, Karsten, Böttcher, Fischer, Thielecke, Reimann                       | Flagge nicht bekannt |
| Flagge nicht bekannt | 1:0 Brüntgens 2:2 Brüntgens 3:3 Adamek 4:3 Brüntgens 5:5 Grosch 6:5 Meister 7:6 Adamek 8:6 Außeneck 9:6 Oleniczak                                                  | 1:1 Thielecke 1:2 Thielecke 2:3 Thielecke 4:4 Thielecke 4:5 Böttcher 6:6 Bötcher                                           | Flagge nicht bekannt |